# La Estancia de los Burgos
La Estancia de los Burgos är en ort i Mexiko.   Den ligger i kommunen Culiacán och delstaten Sinaloa, i den centrala delen av landet, 1 000 km nordväst om huvudstaden Mexico City. La Estancia de los Burgos ligger 130 meter över havet och antalet invånare är 131.
Terrängen runt La Estancia de los Burgos är kuperad österut, men västerut är den platt. Runt La Estancia de los Burgos är det mycket glesbefolkat, med 6 invånare per kvadratkilometer. Närmaste större samhälle är Quila, 19,0 km sydväst om La Estancia de los Burgos. I omgivningarna runt La Estancia de los Burgos växer huvudsakligen savannskog.